# Carlo Abarth

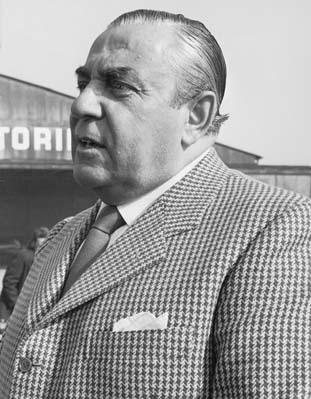
Carlo Abarth (1971)

Carlo Abarth (* 15. November 1908 in Wien; † 23. Oktober oder 24. Oktober 1979 ebenda; eigentlich Karl Abarth) war ein Motorradrennfahrer und Unternehmer. Er wurde italienischer Staatsbürger, als sein Vater sich bei der Annexion Südtirols in Italien für die italienische Seite entschieden hatte.

## Leben
Seine Familie zog bald nach Beginn des Ersten Weltkriegs nach Meran, dem Heimatort seines Vaters. Die Ehe der Eltern wurde geschieden, und Karl zog zusammen mit Mutter und Schwester Anna zurück nach Wien. Hier fuhr er Radrennen und begann eine Arbeit als Motorradmechaniker. Ein späterer Arbeitgeber wurde das Rennteam Motor Thun. Als Ersatz für einen ausgefallenen Fahrer dieses Teams fuhr er zum ersten Mal bei einem Rennen mit und war schneller als die Werksfahrer. 1928 gründete er ein erstes eigenes Team, in dem er erfolgreich weiterfuhr.
Nach einem Unfall mit Knieverletzung blieben Schäden zurück, die ihn zwangen, auf Seitenwagenrennen umzusteigen.  Eine Leistungssteigerung brachte eine Änderung am Auspuff, was ihm Jahre später zugutekam.
Vor dem Zweiten Weltkrieg war Abarth bekannt für sein Motorradgespann, das er so umgebaut hatte, dass Schräglagen bei Kurvenfahrten möglich waren. Mit dieser Maschine gewann er 1934 ein spektakuläres Rennen gegen den Orient-Express auf der 1300 km langen Strecke zwischen Ostende und Wien. Nach mehreren Unfällen stellte Carlo Abarth die Motorradrennaktivitäten ein. Im Zweiten Weltkrieg lebte und arbeitete er in Laibach. Nach dem Krieg lebte er zunächst in Meran, der engeren Heimat seiner Vorfahren. Carlo Abarth gründete 1949 zusammen mit Armando Scagliarini in Bologna die Firma Abarth, verlegte aber kurz nach der Gründung den Geschäftssitz nach Turin. Abarth übernahm von der zahlungsunfähigen Firma Cisitalia des Textilindustriellen Piero Dusio die Rennfahrzeuge und entwickelte sie als „Squadra Carlo Abarth“ weiter. Abarth wurde sowohl als Anbieter von Fahrzeugtuning wie auch als Hersteller von Eigenkonstruktionen bekannt.
Da Abarth im Sternzeichen Skorpion geboren wurde, wählte er diesen als Firmenlogo. Ein populäres Modell trug auch den Namen „Scorpione“.
In seinem Unternehmen wurden in den 1950er- und 1960er-Jahren viele Fahrzeuge von Fiat, Simca und Alfa Romeo renntauglich gemacht. Er spezialisierte sich auf den Bau kleinvolumiger Sportwagen und besiegte damit arrivierte Rennställe. Für seinen Rennstall fuhren u. a. Johann Abt, Kurt Ahrens, Ernst Furtmayr, Hans Herrmann, Jochen Neerpasch und Hans Ortner.
Bis 1971 fuhren seine Autos dank der großen Bandbreite seiner Modelle jährlich bis zu 600 Renn- und Klassensiege ein. Mit dem auch in Italien ansteigenden Trend zu mehr Hubraum sank der Erfolg seines Geschäftsmodells. Letztlich wurden die Basisfahrzeuge nicht mehr produziert.
1971 verkaufte Carlo Abarth Namensrechte und Fertigungsstätten an Fiat und zog sich nach Wien zurück. Einige Jahre war er noch als Berater für das Unternehmen tätig.

## Privatleben
Nachdem er bereits mit der Sekretärin von Anton Piëch verheiratet gewesen war, heiratete Abarth 1949 Nadina Abarth-Zerjav; das Paar trennte sich 1966 und ließ sich 1979 scheiden, zuvor war nach italienischem Recht die Scheidung nicht möglich gewesen. Seine dritte Frau Anneliese lernte er bereits 1964 kennen und heiratete sie im September 1979, einen Monat vor seinem Tod. Anneliese Abarth lebt heute in Wien und hat zu Ehren ihres Mannes die Carlo Abarth Foundation gegründet, um seinen Mythos zu erhalten. Um mehr aus dem privaten Leben von Carlo Abarth zu veröffentlichen, schrieb Anneliese Abarth aus der Sicht einer Rennfahrerfrau ein Buch und gibt darin mit über 140 Bildern aus dem Privatarchiv Einsichten in sein Leben.
Carlo Abarth ist in Wien auf dem Grinzinger Friedhof (Gruppe 6, Reihe 2, Nummer 8) begraben. In Meran ist eine Straße nach ihm benannt.